# Kompozitní kryogenická nádrž
Kompozitní kryogenická nádrž je nádrž vyrobená z vláknových kompozitů, která se používá především v kosmonautice pro skladování podchlazeného paliva (například vodík) nebo okysličovadla (kyslík). Výhodou je vysoká pevnost a nižší hmotnost, než mají kovové materiály. 

## Výroba

### Nádrže vyrobené vcelku
Agentura NASA a firma Boeing otestovaly v letech 2012 - 2014 demonstrační nádrže vyrobené z jednoho kusu. Průměry nádrží jsou 2,4m a 5,5m. Výroba probíhala nanášením předimpregnovaného uhlíkového vlákna (prepregu) na jádro formy robotickým ramenem. Formu vyrobila společnost Janicki Industries z částí, rozebiratelnou. Po vyrobení nádrže se forma vyjmula po částech ven oválným otvorem v hotové nádrži. Tím vznikla celokompozitová nádrž z jednoho velkého kusu bez vnitřní kovové vložky (což je jiný způsob výroby nádrže vcelku). Výrobci uvádějí, že taková nádrž může být až o 30% lehčí, než srovnatelná nádrž z nejlepší dostupné hliníkové slitiny.

### Nádrže vyrobené z částí
Firma Janicki industries vyrobila pro SpaceX dosud největší udávanou kompozitovou nádrž, která má průměr 12 metrů.   Podle fotografií a vyjádření odborníků   je vyrobena ze dvou polovin spojených dohromady. Příští verze nádrže mají být součástí chystaného meziplanetárního dopravního systému. 